# Lyprauta scapularis
Lyprauta scapularis är en tvåvingeart som först beskrevs av Oskar Augustus Johannsen 1910.  Lyprauta scapularis ingår i släktet Lyprauta och familjen platthornsmyggor. Inga underarter finns listade i Catalogue of Life.